# Ernest Hemingway
Ernest Miller Hemingway, född 21 juli 1899 i Oak Park i Illinois, död 2 juli 1961 i Ketchum i Idaho, var en amerikansk författare och journalist. Han debuterade 1925 och erhöll Nobelpriset i litteratur 1954. Under sin livstid publicerade Ernest Hemingway sex romaner, lika många novellsamlingar och två fackböcker. Ytterligare tre romaner, fyra novellsamlingar och tre fackböcker gavs ut postumt. Hemingway är känd för sin ordknappa stil, sina många underdrifter och sina trovärdiga litterära figurer. Flera böcker är idag klassiker i den amerikanska litteraturen. Han var gift fyra gånger samt var farfar till Mariel Hemingway och Margaux Hemingway och morfars far till modellen Dree Hemingway. Han hade barnen Jack, Patrick och Gregory.
Ernest Hemingway växte upp i Oak Park utanför Chicago i den amerikanska delstaten Illinois. Efter high school arbetade han som journalist. Under första världskriget tjänstgjorde han som ambulansförare för AFS Interkulturell Utbildning (numera en utbytesorganisation) och romanen Farväl till vapnen baseras på Hemingways egna erfarenheter av kriget. Han sårades allvarligt och återvände inom kort till USA. Tillsammans med sin första fru flyttade Ernest Hemingway till Paris år 1922 och arbetade där som utrikeskorrespondent. Makarna umgicks med utländska modernistiska författare och artister som kallades den förlorade generationen. Bekantskaperna påverkade Hemingways skrivande. Debutromanen Och solen har sin gång översattes till svenska år 1926. 
Farväl till vapnen brändes under bokbålen runt om i Nazityskland 1933.
Som korrespondent bevakade Hemingway det spanska inbördeskriget. Därefter skrev han Klockan klämtar för dig (1940). Under andra världskriget följde Hemingway de allierades invasion vid Normandie på Dagen D. Han närvarade också vid befrielsen av Paris.
År 1952 publicerade Ernest Hemingway romanen Den gamle och havet. En kort tid därefter överlevde han ett flyghaveri under en safari i Afrika. Skadorna från olyckan medförde hälsoproblem och periodiska smärtor under resten av hans liv. San Francisco de Paula utanför Havanna på  Kuba och Key West i Florida var länge Hemingways hemorter. År 1959 flyttade han till Ketchum i Idaho där han begick självmord den 2 juli 1961.

## Biografi

### Uppväxt

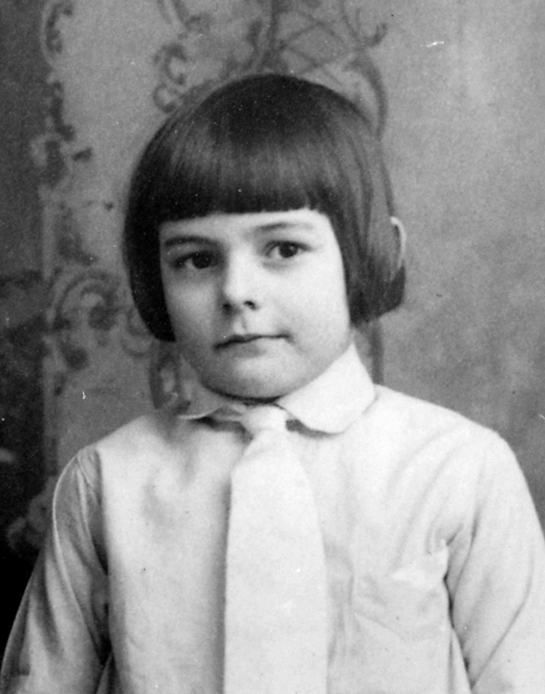
Ernest Hemingway sex år gammal, 1905.

Ernest Hemingway var andra barnet till läkaren Clarence Hemingway och operasångerskan Grace Hall. Tillsammans med sin bror Leicester och de fyra systrarna Marcelline, Ursula, Madelaine och Carol växte Ernest upp i ett protestantiskt medelklasshem med den konservativa mellanvästerns värderingar som betonade kyrkans viktiga roll, hårt arbete och tro på sig själv. När föräldrarna gifte sig 1896 flyttade de in hos Graces pappa, Ernest Hall, som sonen namngavs efter. Ernest hävdade att han inte tyckte om sitt namn som han förknippade med den "naiva, till och med löjliga" hjälten i Oscar Wildes skådespel Mister Ernest. Mamman Grace uppträdde ofta på konserter i samhället och insisterade att Ernest skulle lära sig att spela cello. Hennes engagemang var en konfliktkälla mellan mor och son. Som vuxen uppgav Hemingway att han hatade sin mor. Senare tillkännagav Hemingway att musiklektionerna var fördelaktiga för hans skrivande, som uppbyggnaden med kontrapunkter i boken Klockan klämtar för dig. Grace var inriktad på att bibringa barnen fint manér.  Som musiklärare undervisade hon i en stor och två våningar hög sal där Ernest utan lov arrangerade boxningsmatcher. Familjen ägde ett sommarhus som kallades Windemere. Det låg vid Walloonsjön nära staden Petoskey i Michigan. Hemingway jagade, fiskade och campade. Som äldre fortsatte han att uppskatta utomhusaktiviteter och levde gärna i avlägsna eller isolerade områden.

### Tidig karriär

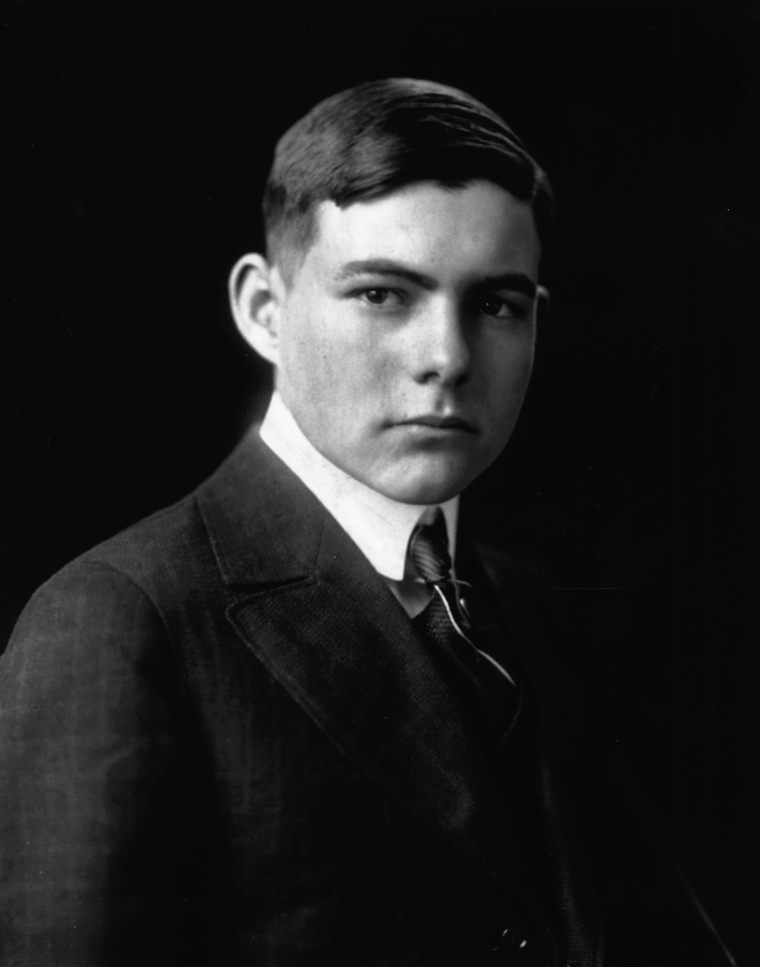
Ernest Hemingway 17 år gammal, februari 1916.

Mellan 1913 och 1917 gick Ernest Hemingway på Oak Park and River Forest High School i sin hemstad. Han utmärkte sig i engelska och spelade vattenpolo och amerikansk fotboll, boxades och tränade löpning. Han var med i skolans orkester, under två år tillsammans med sin syster Marcelline. Han skrev i och redigerade skoltidningen The Trapeze och årsboken Tabula. I det arbetet imiterade Hemingway sportjournalisters språk och använde pseudonymen Ring Lardner, Jr., vilket var en passning till skribenten Ring Lardner på Chicago Tribune som använde signaturen "Line O'Type". Efter gymnasiet (High school) arbetade Ernest Hemingway under sex månader som lärlingsreporter på Kansas City Star. Som grund för sitt skrivande lutade han sig mot tidningens stilguide: "Använd korta meningar. Använd korta första stycken. Använd kraftfull engelska. Var positiv, inte negativ." Det journalistiska språkets korta meningar, aktiva verb, äkthet, komprimerada text, klarhet och närhet formade Hemingways inflytelserika sätt att skriva, den så kallade isbergstekniken.

### Första världskriget
Nedsatt syn hindrade Ernest Hemingway från att rekryteras till aktiv krigstjänst under första världskriget. Istället blev han frivillig ambulansförare för Röda korset. Han lämnade New York i maj 1918 och anlände i Paris när staden bombarderades av tyskt artilleri. I juni placerades Hemingway vid den italienska krigsfronten. Den första dagen i Milano skickades han till en ammunitionsfabrik som hade exploderat, där räddningsarbetare samlade de kvinnliga arbetarnas kvarlevor. Hemingway beskrev händelsen i boken Death in the Afternoon (Döden på eftermiddagen): "Jag minns att efter vårt grundliga sökande efter de helt döda samlade vi fragment." I Fossalta di Piave några dagar senare träffades han av österrikiskt artilleri när han levererade choklad och cigaretter till trupperna. Trots att han träffats av granatsplitter bar han en italiensk soldat i säkerhet. För detta erhöll han en italiensk silvermedalj för visat mod. Motivationen löd: "Svårt skadad och med ett otal fragment från en fientlig granat, och med avundsvärd medkänsla, utan att ta hänsyn till sitt eget liv, lyckades han hjälpa sina av samma granat skadade italienska kamrater och vägrade att låta sig bäras iväg förrän han visste att alla var omhändertagna." Hemingway var bara 18 när han skadades och sade då om händelsen: 
"När du som grabb går i krig inbillar du dig att du är odödlig. Andra dödas; inte du... Men när du skadas allvarligt första gången förlorar du den illusionen och du vet att det kan hända dig med."  
Båda benen opererades för allvarliga splitterskador. Efter fem dagar i ett fältsjukhus flyttades han till Röda Korsets sjukhus i Milano för konvalescens. Hemingway blev kvar sex månader. Han förälskade sig i sjuksköterskan Agnes von Kurowsky. Paret planerade att gifta sig men i mars 1919 förlovade hon sig istället med en italiensk officer. Episoden blev material för Hemingways korta och bittra novell A Very Short Story (En mycket kort historia).

### Toronto och Chicago

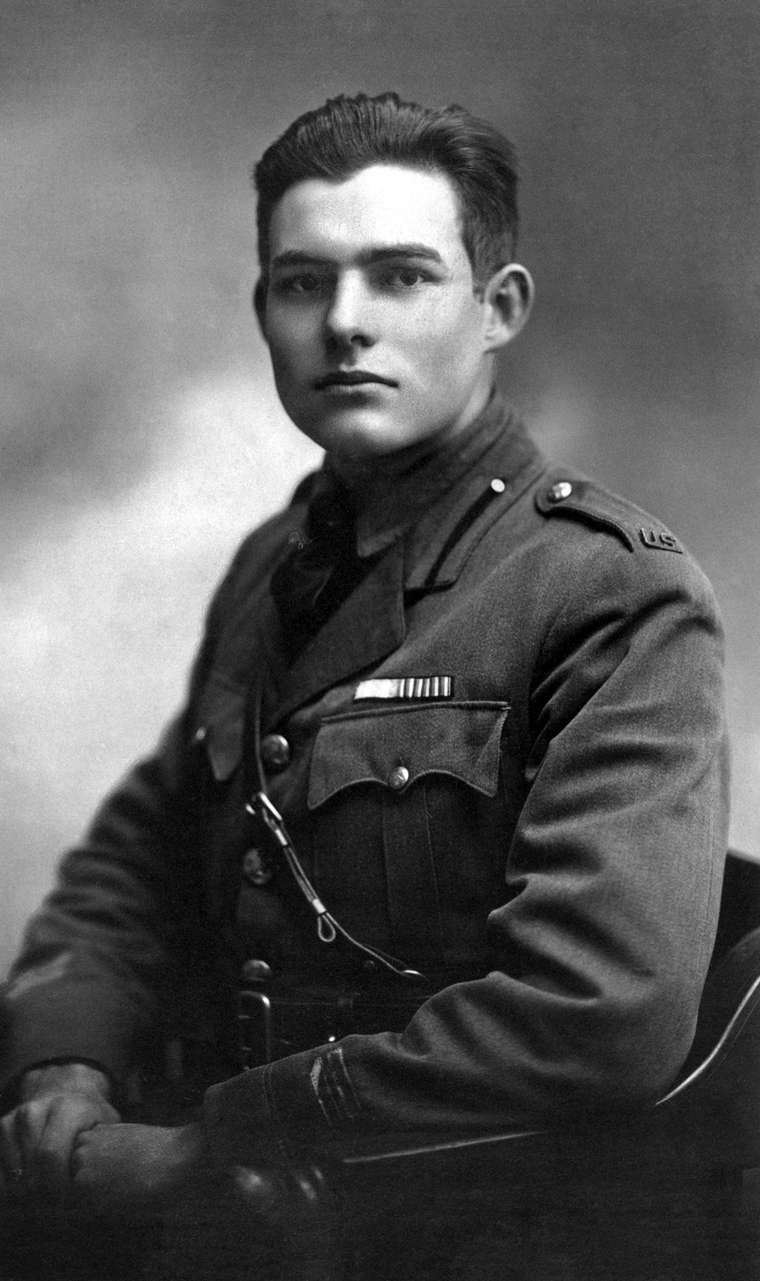
Hemingway i uniform, Milano 1918.

Ernest Hemingway återvände till USA år 1919. Han hade mognat i kriget men hade inte fyllt 20, var arbetslös och bodde hemma, samtidigt som han behövde tid för att återhämta sig. Hans levnadsberättare Michael Reynolds skriver:
Hemingway kunde inte riktigt berätta för sina föräldrar vad han tänkte när han såg sitt blodiga knä. Han kunde inte säga hur rädd han var i ett annat land med kirurger som inte kunde berätta för honom på engelska om han skulle förlora sitt ben.
Hans föräldrar ville att han skulle tänka över sin framtid. Han fick 1000 dollar i försäkringssersättning som gjorde honom ekonomiskt oberoende i ett år. Vid den här tiden föreläste han om kriget inför civilrättsorganisationer och vände sig mot den gängse glorifieringen av kriget. Hemingways novell Soldier's Home (Soldat kommer hem) baseras på hans egna skuldkänslor vid hemvändandet och svårigheten att acceptera de psykologiska sår som kriget lämnat i honom. Boken reflekterade också föräldrarnas och samhällets naiva och romantiska syn på kriget.
Den första sommaren hemma i Michigan var Hemingway tillsammans med vänner från high school. De fiskade och campade; och i september tillbringade han en vecka i orörd natur (back-country). Utflykten inspirerade novellen Big Two-Hearted River. Bokens delvis självbiografiska gestalt Nick Adams ger sig ut i naturen för att finna avskildhet efter kriget. Senare samma år började Hemingway arbeta för The Toronto Star Weekly. I juni påföljande år återvände han till Michigan, och flyttade i september 1920 till Chicago för att bo med vänner. Han fortsatte att skriva för Toronto Star och var även biträdande redaktör för månadsmagasinet Cooperative Commonwealth.

#### Hadley Richardson
Hemingway träffade Hadley Richardson från St. Louis och hävdade senare att han genast visste att hon var flickan han skulle äkta. Efter några månaders brevkorrespondens beslutade de att gifta sig och resa till Europa. Utlandsboendet skulle inte blir alltför dyrt eftersom växelkursen var fördelaktig. Hemingway fick jobb som europakorrespondent för Toronto Star och med underhållet som Hadley erhöll från sina föräldrar hade de råd att flytta. Paret gifte sig 3 september 1921 och strax därefter färdades de med båt till Europa.

### Paris 1921–1923

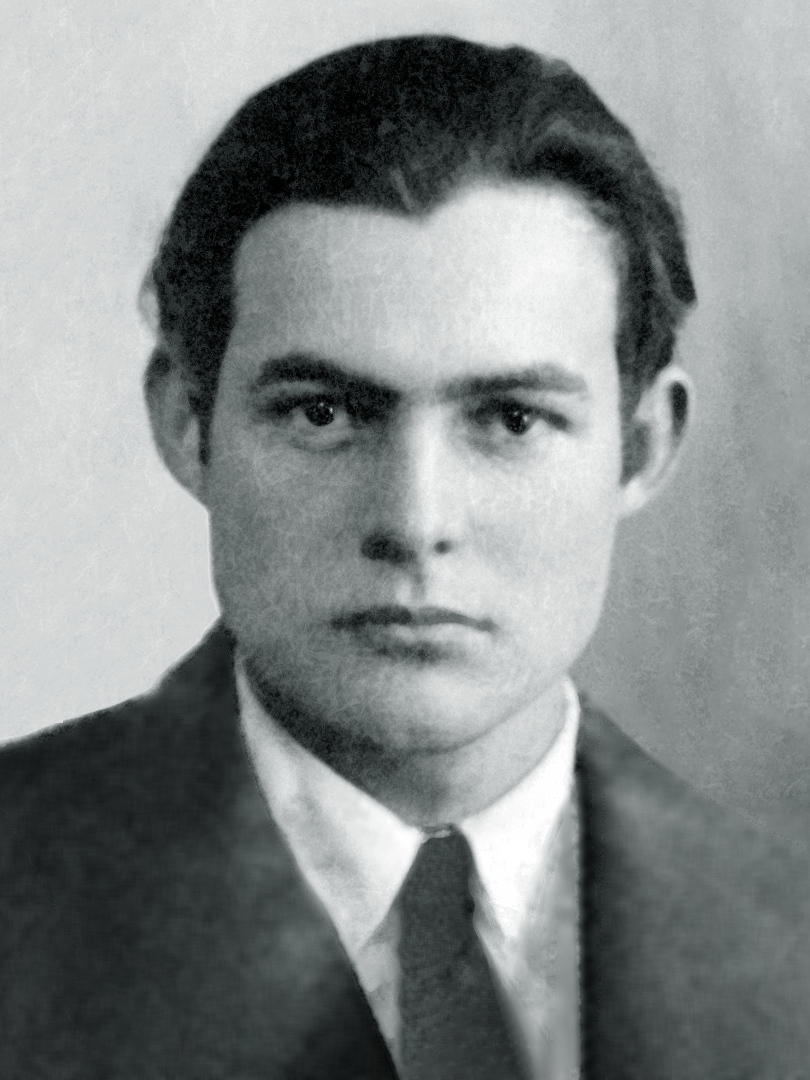
Ernest Hemingways passfoto 1923.

Makarna ville till Rom men övertalades att istället söka sig till Paris av Sherwood Anderson som sa till Ernest Hemingway att det är händelsernas centrum för seriösa författare. Som nyss hemkommen författare från Paris hoppades Sherwood, enligt Hemingways levnadstecknare Carlos Baker, att Hemingway skulle träffa "världens mest intressanta människor": författarna Gertrude Stein, James Joyce och Ezra Pound som kunde hjälpa en aspirerande skribent uppför karriärtrappan.

#### Modernismen
I Paris bodde makarna i Latinkvarteren och Ernest Hemingway hyrde ett arbetsrum nära bostaden. Sherwood Anderson skrev introduktionsbrev till Gertrude Stein och andra författare i staden. Gertrude Stein, modernismens bastion i den franska huvudstaden, var i början Hemingways mentor. Hon introducerade honom för 'den förlorade generationen' - en koloni utländska artister och författare bosatta i området Montparnasse. Epitetet populariserades senare av Ernest Hemingway i romanen Och solen har sin gång (The Sun Also Rises, 1927). Han besökte ofta Gertrude Steins salong och mötte där inflytelserika konstnärer som  Pablo Picasso, Joan Miro och Juan Gris. Så småningom drog Ernest Hemingway sig undan Steins inflytande och deras relation urartade i ett långvarigt gräl. Han blev god vän med den amerikanske poeten Ezra Pound och tillsammans reste de i Italien år 1923 och året därpå bodde de på samma gata i Paris. Ezra Pound såg Ernest Hemingways talang och främjade den. Han introducerade Hemingway för den irländske författaren James Joyce som ofta slog följe med Hemingway på fylleskivor.

#### Toronto Star
Under sina första 20 månader i Paris skrev Ernest Hemingway 88 artiklar för sin uppdragsivare Toronto Star. Han rapporterade från det grek-turkiska kriget (1919–1922) och bevittnade då branden i Smyrna. Han skrev också reseskildringar och en berättelse om tjurfäktning: "Pamplona i juli; världsmästerskapen i tjurfäktning [är] en galen, virvlande karneval".

### Debutverken
Ernest Hemingway var förtvivlad i december 1922 när hustrun Hadley förlorade en resväska med hans manuskript på järnvägsstationen Paris-Gare de Lyon, när hon var på väg till Genève för att möta honom. I september 1923 återvände makarna till Toronto. Hadley var då gravid och sonen John Hadley Nicanor föddes 10 oktober. Samma höst publicerades Ernest Hemingways första bok, novellsamlingen Three Stories and Ten Poems (1923). Boken innehåller två berättelser, de enda som fanns kvar efter att resväskan var förlorad, samt ytterligare en berättelse som Hemingway hade författat på våren under ett besök i Italien. Ernest Hemingway tyckte Toronto var tråkigt och ville hem till livet som författare i Paris. Familjen återvände i januari 1924 och flyttade in i en ny lägenhet. Hemingway hjälpte Ford Madox Ford redigera tidskriften transatlantic review som publicerade verk av Ezra Pound, John Dos Passos och Gertrude Stein, men även några av Hemingways tidiga arbeten.

### Kvalitetsåren 1925–1929
Från 1925 till 1929 författade Ernest Hemingway några av 1900-talets viktigaste litterära alster och steg från okänd till att bli en av sin generations viktigaste författare med titlarna I vår tid, Och solen har sin gång och Farväl till vapnen.

#### I vår tid

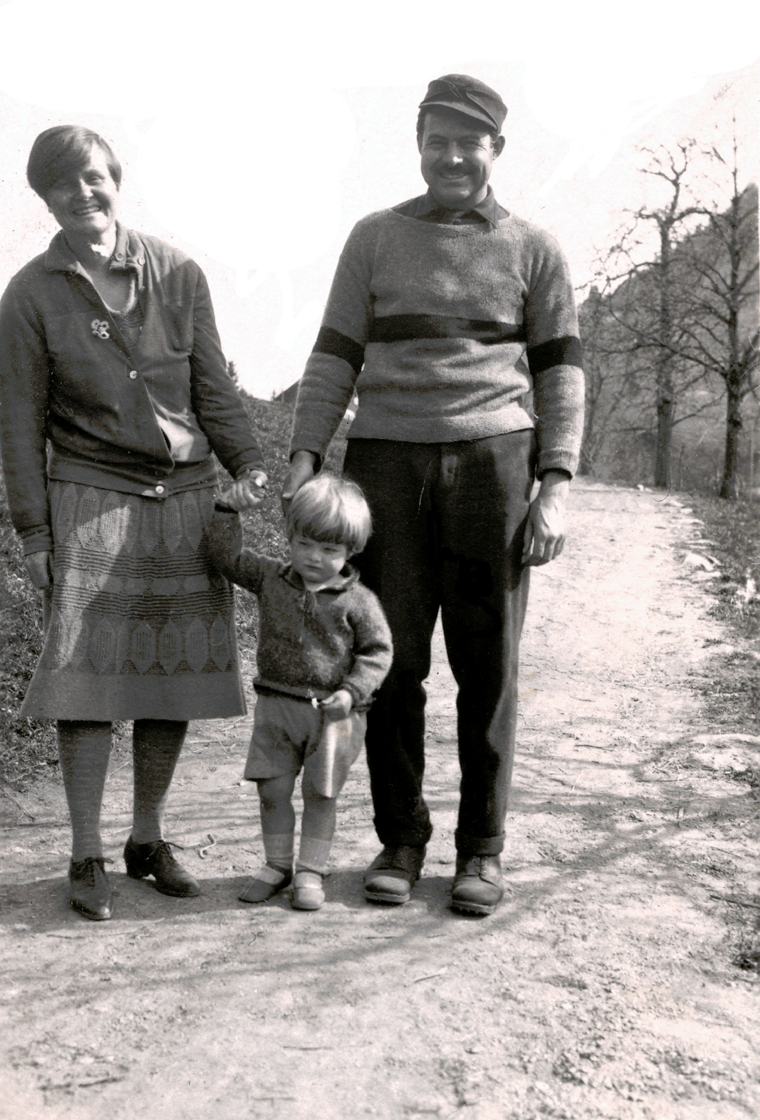
Hadley, sonen "Bumby" (Jack) och Ernest Hemingway, 1926 i Schruns i Österrike.

Novellsamlingen I vår tid publicerades år 1925. Berättelsen Indianlägret lovordades och Ford Madox Ford som skrivit inledande kommentarer på omslaget menade att för en ung författare var det ett betydelsefullt verk.. Kritiker i USA gjorde gällande att Hemingways förkunnande och koncisa meningar återupplivade novellgenren. Sex månader tidigare hade Hemingway träffat F. Scott Fitzgerald och de två fann vänskap i ömsesidig beundran och fientlighet. Scott Fitzgeralds Den store Gatsby publicerades det året. Hemingway gillade boken och beslutade att hans nästa verk skulle bli en roman.

#### Och solen har sin gång
Tillsammans med amerikanska och brittiska vänner besökte paret Hemingway i juni 1925 Pamplona för att se stadens årliga tjurfäktning. Ernest fascinerades av tävlingarna och såg i sporten hur krigets brutaliteter stod sida vid sida med den grymma verkligheten. Resan inspirerade verket Och solen har sin gång. Han påbörjade boken direkt efter fiestan och var färdig i september, men bestämde sig för att sänka tempot och avsatte sex månader till omredigeringarna. Boken publicerades i oktober 1926 av förlaget Scribners.  Tjurfäktningskulturen beskrivs utifrån idén om afición, skildrad som en autentisk livsstil i motsats till den hos bohemerna i Paris. Verket personifierade efterkrigsgenerationen från USA och England som lever i mellankrigstidens Frankrike och Spanien. Recensionerna var positiva och boken är "känd som Hemingways mest betydelsefulla verk". Senare påpekade Ernest Hemingway i ett brev till sin redaktör Max Perkins att "bokens poäng" inte främst berörde en förlorad generation, snarare att "jorden står sig alltid." Han föreställde sig att bokens personer kunde vara "illa medfarna" men inte förlorade. I romanen förekommer starka antisemitiska drag, vilket belyser den tidens självklara syn på judar, även bland författare som senare kom att betraktas som modernister.

#### Pauline Pfeiffer
Äktenskapet med Hadley försämrades under tiden som Ernest Hemingway arbetade med Och solen har sin gång. På våren 1926 upptäckte hon hans affär med modejournalisten Pauline Pfeiffer.. Hadley tolererade Paulines närvaro i Pamplona vid besöket för tjurfäktningen i juli det året men makarna separerade när de återvände till Paris. Hadley ansökte om skilsmässa i november. Hemingway äktade Pauline Pfeiffer i januari 1927. Hon kom från en katolsk familj i Arkansas. Ernest Hemingway som var uppfostrad som protestant konverterade till katolicismen innan äktenskapet. I Paris var Pauline anställd av magasinet Vogue. Under smekmånaden i staden Le Grau-du-Roi i Gard ådrog sig Hemingway mjältbrand. Åter i Paris förberedde han sin nästa novellsamling, Män utan kvinnor som publicerades 1927. Mot slutet av året var Pauline gravid och ville flytta hem till Amerika. Vännen John Dos Passos rekommenderade Key West. Makarna lämnade Paris i mars 1928. Det var sista gången Ernest Hemingway bodde i en storstad.

#### Ärret i pannan

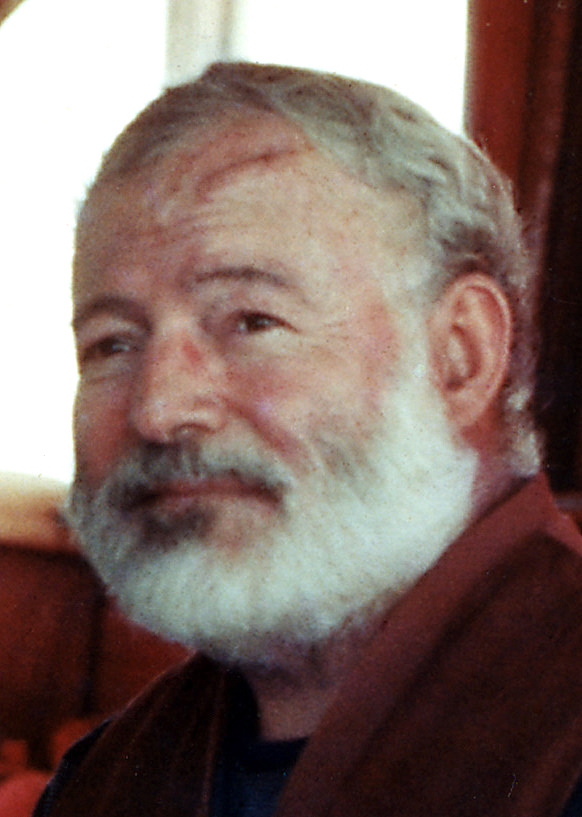
Ernest Hemingway med ärret synligt, 1950.

Någon gång under våren 1927 skadade sig Ernest Hemingway allvarligt i lägenhetens badrum när han drog ner ett takfönster på sitt huvud i tron att det var toalettens spolningskedja som han drog i. Olyckan lämnade ett iögonenfallande ärr i pannan som under åren har varit näring för många legender. Hemingway svarade ogärna på frågor om ärret. 

### Före krigen
Hemingways far sköt sig själv den 6 december 1928 efter en tid av depression och felspekulation. Självmordet var något som Hemingway aldrig kunde förlåta sin far för. Hans favorituttryck, som han skrev i böcker som han dedicerade till nära vänner, var Il faut d’abord durer, franska för man måste hålla ut. Han skrev Döden på eftermiddagen 1932.
År 1933 bjöd Paulines rika farbror Gus paret på safari i Afrika. Hemingway var totalt upptagen med projektet och gjorde minutiösa förberedelser. Själva resan inspirerade honom att skriva Afrikas gröna berg.

### Spanska inbördeskriget
1937 reste Hemingway till Spanien för att rapportera om det spanska inbördeskriget. Korrespondenten Martha Gellhorn som senare skulle bli hans fru anslöt sig. Han hade ett stort skägg och var alltid klädd i fritidskläder. Inspirerad av sin tid i Spanien skrev han romanen Klockan klämtar för dig som kom ut 1940.

### Andra världskriget
Gellhorn skrev om kriget i Europa och Hemingway slöt upp 1944 i London. Han kom sedan till Paris innan den amerikanska armén kom på plats. Trots att han var de amerikanska journalisternas platschef fick han inte åka med när USA åkte in i Paris. Han hyrde en privatbil och körde in i Paris på sidogatorna till han kom till det flottaste hotellet. Där hittade han cognacsförrådet och dagen efter när hans bror, även han journalist, kom in i Paris hittade han en Hemingway berusad på hotellet.

### Nobelpriset i litteratur 1954
I januari 1951 påbörjade Hemingway historien som skulle komma att bli Den gamle och havet. Det var en historia han för första gången hört berättas 1935. Den handlade om en gammal kubansk fiskare som fångat en enorm svärdfisk och kämpade först mot svärdfisken och sedan mot de glupska hajarna som ville äta upp hans fångst. Boken gavs ut 1952. 1954 fick han ta emot Nobelpriset i litteratur för bland annat Den gamle och havet. Hemingway skänkte sitt Nobelpris till Kubas folk. På Kuba finns Hemingways hus kvar där han skrev Den gamle och havet, hans hus är nu ett museum. Även rummet på hotellet Ambos Mundos i Havanna, där Hemingway bodde då han besökte ön, är omgjort till museum.

### Kraschen mot slutet 1954–1961
1954 överlevde han två flygplanskrascher med skadade njurar och lever. På grund av njurproblemen fick han högt blodtryck och medicinen han fick mot detta gav honom svåra depressioner. Han kunde inte längre skriva; han drack allt mer och blev 1960 för första gången inlagd på Mayo Clinic i Rochester, Minnesota för avgiftning. Han var på kliniken 39 gånger och varje gång fick han elchocksbehandling. Den 2 juli 1961 tog han sitt liv genom att skjuta sig själv med hagelgevär.

### Romaner
- 1926 – The Torrents of Spring (Vårflod: romantisk berättelse till minnet av en bortdöende storslagen ras, översättning: Olov Jonason, Bonnier, 1962)
- 1926 – The Sun Also Rises (Och solen har sin gång, översättning: Bertel Gripenberg, Schildt, 1929; Olov Jonason, Bonnier, 1947; Christian Ekvall, Bakhåll, 2012)
- 1929 – A Farewell to Arms (Farväl till vapnen, översättning: Louis Renner, Bonnier, 1932; Christian Ekvall, Bakhåll, 2014)
- 1937 – To Have and Have Not (Att ha och inte ha, översättning: Thorsten Jonsson, Bonnier, 1939; Christian Ekvall, Bakhåll, 2013)
- 1940 – For Whom the Bell Tolls (Klockan klämtar för dig, översättning: Thorsten Jonsson, Bonnier, 1942; Andreas Vesterlund, Bakhåll, 2015)
- 1950 – Across the River and Into the Trees (Över floden in bland träden, översättning: Mårten Edlund, Bonnier, 1951; Andreas Vesterlund, Bakhåll, 2016)
- 1952 – The Old Man and the Sea (Den gamle och havet, översättning: Mårten Edlund, Bonnier, 1952; Christian Ekvall, Bakhåll, 2011)
- 1970 – Islands in the Stream (postumt utgiven; Öar i strömmen, översättning: Birgit och Mårten Edlund, Bonnier, 1971)
- 1986 – The Garden of Eden (postumt utgiven; Edens lustgård, översättning: Birgit Edlund, Bonnier, 1988; Christian Ekvall, Bakhåll, 2017)
- 1999 – True at First Light (postumt utgiven; Sanning i gryningen, översättning: Thomas Preis, Bonnier, 1999)

### Novellsamlingar i urval
- 1923 – Three Stories and Ten Poems
- 1925 – In Our Time (I vår tid, översättning: Mårten Edlund och Thorsten Jonsson, Aldus/Bonnier, 1967; Birgit Edlund [m.fl.], Bonnier, 1985)
- 1927 – Men Without Women ("Män utan kvinnor"; översättning: Mårten Edlund och Thorsten Jonsson; först publicerade i Snön på Kilimandjaro och andra noveller (1942) och Noveller (1955))
- 1955 – Noveller (översättning: Mårten Edlund och Thorsten Jonsson, Bonnier, 1955)
- 1961 – The Snows of Kilimanjaro and Other Stories (Snön på Kilimandjaro och andra noveller, översättning: Thorsten Jonsson, Bonnier, 1942; Snön på Kilimandjaro, översättning: Birgit Edlund, Mårten Edlund, Thorsten Jonsson, Bonnier, 1996; Snön på Kilimanjaro, översättning: Christian Ekvall, Bakhåll, 2015)
- 1969 – The Fifth Column and Four Stories of the Spanish Civil War (Femte kolonnen och fyra noveller från spanska inbördeskriget, översättning: Birgit och Mårten Edlund, Bonnier, 1970)

- 2018 – Den orörda platsen (förlagets urval; översättning: Christian Ekvall, Bakhåll, 2018)
- 2018 – De obesegrade (förlagets urval; översättning: Andreas Vesterlund, Bakhåll, 2018)

### Övrig utgivning i urval
- 1932 – Death in the Afternoon (Döden på eftermiddagen, översättning av Arne Häggqvist, Bonnier, 1958)
- 1935 – Green Hills of Africa (Afrikas gröna berg, översättning: Mårten Edlund, Bonnier, 1954)
- 1964 – A Moveable Feast (postumt utgiven; En fest för livet, översättning: Pelle Fritz-Crone, Bonnier, 1964; översättning av den reviderade utgåvan: Christian Ekvall, Bakhåll, 2016)
- 1967 – By-Line: Selected Articles and Dispatches of Four Decades (postumt utgiven; Hemingway var där: artiklar och reportage från fyra decennier, översättning: Birgit och Mårten Edlund, Bonnier, 1968)
- 1985 – The Dangerous Summer (postumt utgiven; Farlig sommar, översättning: Mårten Edlund, Bonnier, 1987)

## Priser och utmärkelser
- Pulitzerpriset för skönlitteratur 1953 för Den gamle och havet
- Nobelpriset i litteratur 1954
- Asteroiden 3656 Hemingway är uppkallad efter honom.[74]

## Bilder

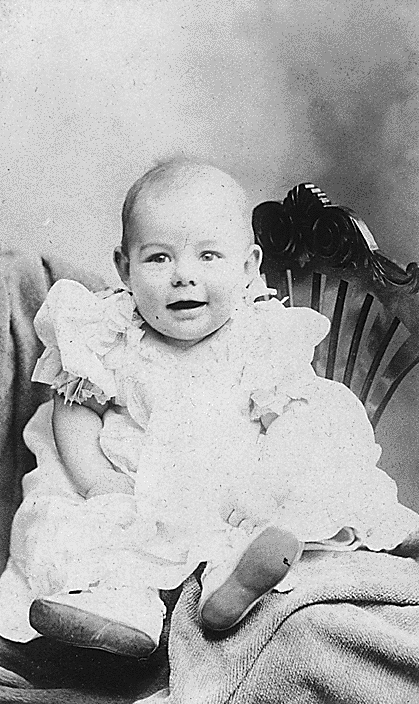
Hemingway som spädbarn.
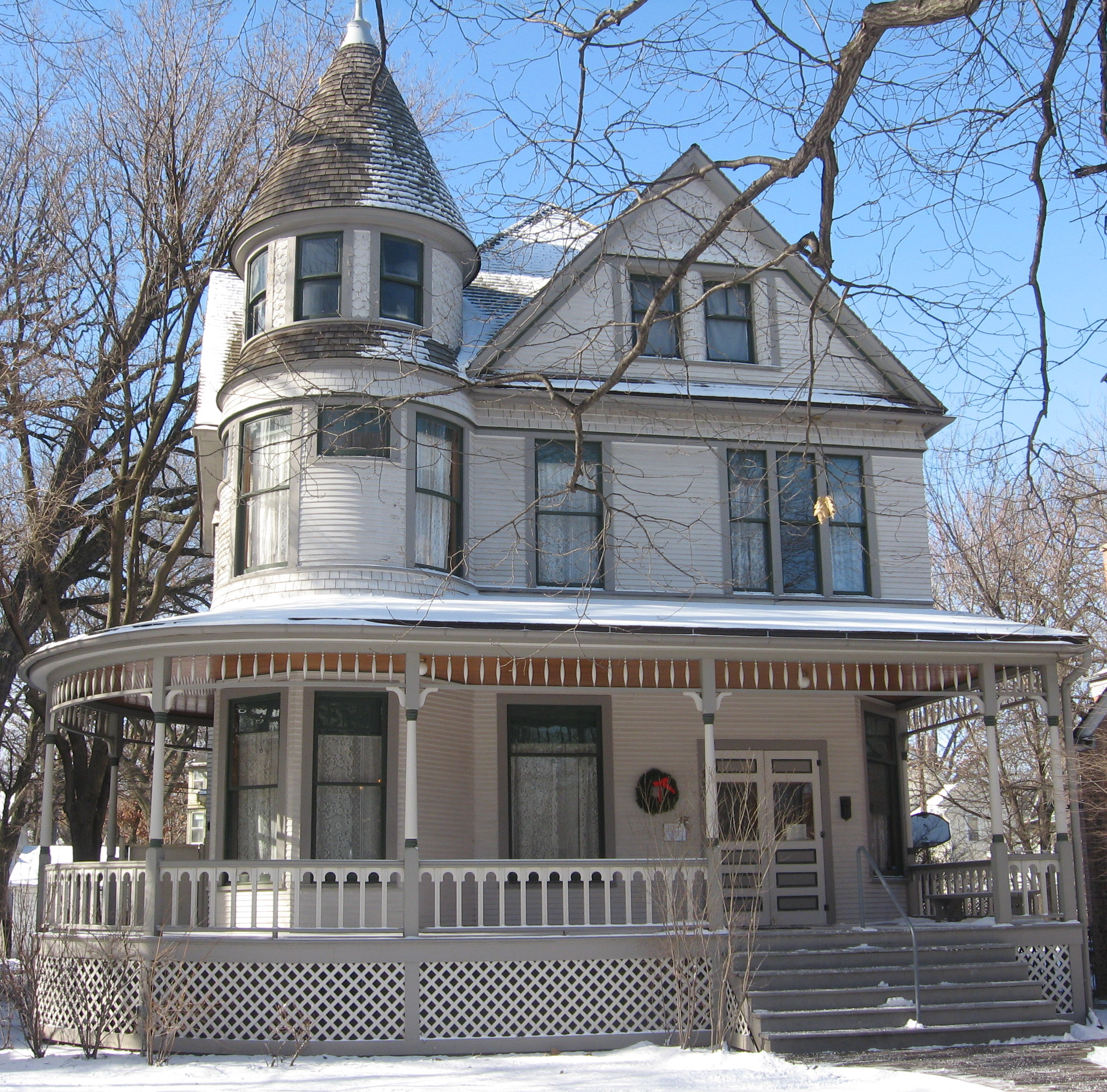
Födelsehuset där Hemingway bodde tills han var sju år.
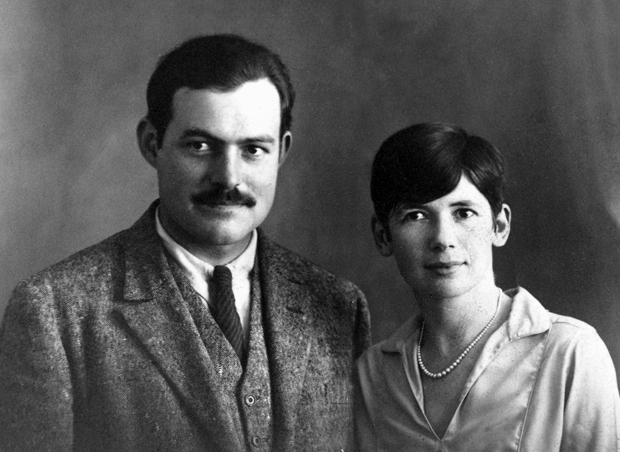
Ernest och Pauline, Paris 1927.
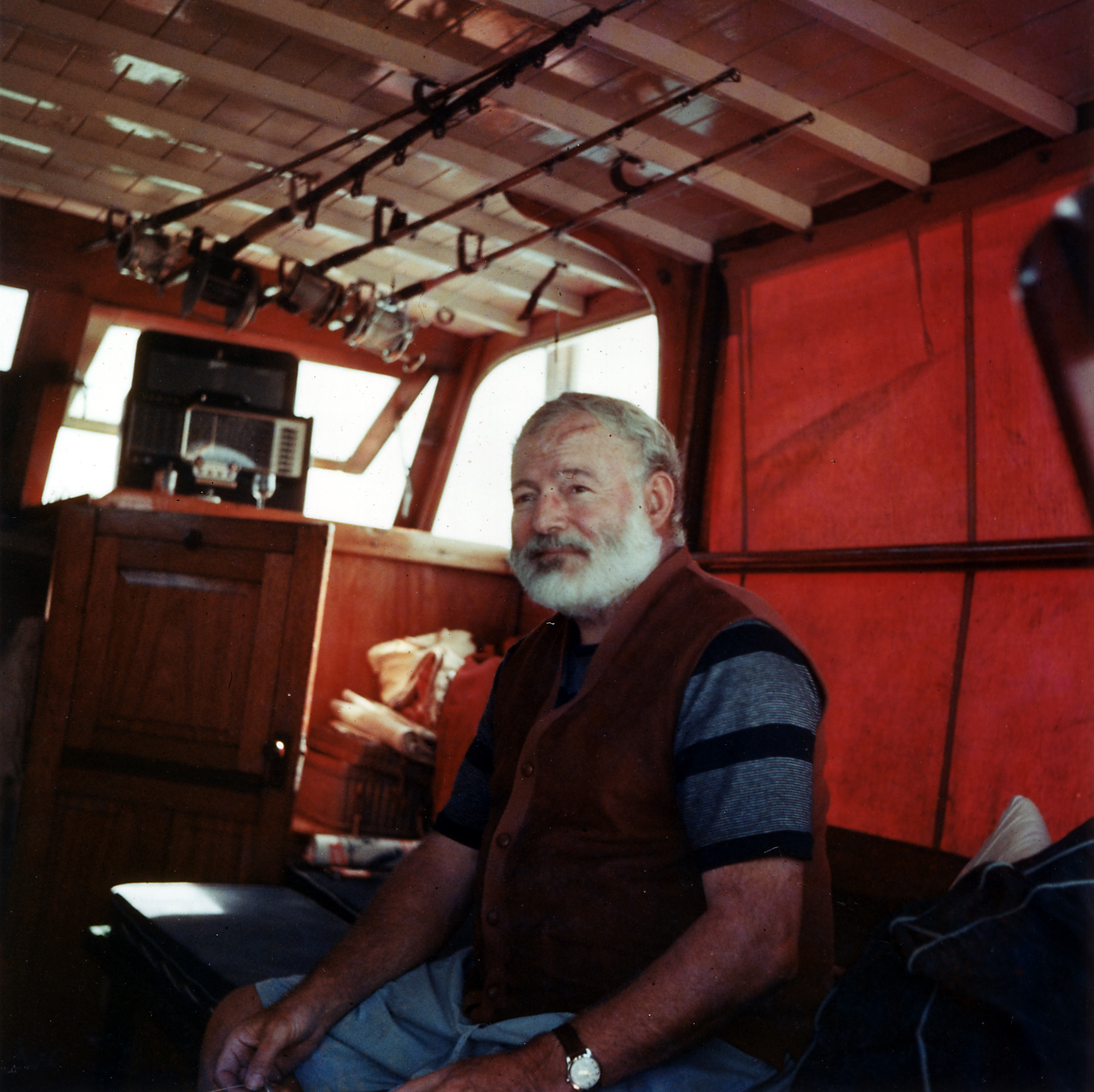
Hemingway, Kuba 1950.

### Fotnoter
1. ↑   "In 1995, Gregory actually underwent a sex change operation and adopted the name "Gloria." He died of heart disease in a woman’s jail in Florida in October 2001."
2. ↑   "I remember that after we searched quite thoroughly for the complete dead we collected fragments".
3. ↑  "When you go to war as a boy you have a great illusion of immortality. Other people get killed; not you ... Then when you are badly wounded the first time you lose that illusion and you know it can happen to you."
4. ↑   "Hemingway could not really tell his parents what he thought when he saw his bloody knee. He could not say how scared he was in another country with surgeons who could not tell him in English if his leg was coming off or not."
5. ↑   "Pamplona in July; World's Series of Bull Fighting a Mad, Whirling Carnival".
6. ↑   [Critics] in the United States claimed Hemingway reinvigorated the short story with his use of declarative sentences and his crisp style.
7. ↑   "[That] the "point of the book" was not so much about a generation being lost, but that "the earth abideth forever"; he believed the characters in The Sun Also Rises may have been "battered" but were not lost."

### Källhänvisningar
1. 1 2  hämtat från: ryskspråkiga Wikipedia.[källa från Wikidata]
2. ↑  hämtat från: ryskspråkiga Wikipedia.[källa från Wikidata]
3. ↑  Källangivelsen på Wikidata använder egenskaper (properties) som inte känns igen av Modul:Cite
4. ↑  läs online, www.lostgeneration.com , läst: 13 april 2022.[källa från Wikidata]
5. ↑  hämtat från: franskspråkiga Wikipedia.[källa från Wikidata]
6. ↑  National Register of Historic Places, NRHP-ID: 68000023.[källa från Wikidata]
7. ↑  McDonald, Craig. Intervju med Valerie Hemingway, november 24. Läst 2010-09-16.
8. ↑  Yardley, Jonathan. Washington Post, 11 november 2004 A Writer's Companion (Running With the Bulls: My Years With the Hemingways, By Valerie Hemingway). Läst 2010-05-27.
9. 1 2 3 4 5 6 7 8 9  Hemingway, Leicester (1962). My Brother, Ernest Hemingway (1996: 4, illustrated, reprint). Florida: Pineapple Press. ISBN 978-1-56164-098-0
10. ↑  Reynolds 2000, s. 17–18.
11. ↑  Oliver, s. 134.
12. ↑  Meyers 1985, s. 8.
13. 1 2  Reynolds 2000, s. 19.
14. ↑  Meyers 1985, s. 3.
15. ↑  Meyers 1985, s. 13.
16. ↑  Mellow  1992, s. 21.
17. ↑  Meyers 1985, s. 19.
18. ↑  Meyers 1985, s. 23.
19. ↑  ”Star style and rules for writing”. The Kansas City Star. KansasCity.com. Arkiverad från originalet den 8 april 2014. https://web.archive.org/web/20140408171529/http://www.kcstar.com/hemingway/ehstarstyle.shtml. Läst 29 augusti 2009. Refererad i engelskspråkiga Wikipedia.
20. ↑  [Den levande litteraturen av Ulf Jansson]
21. ↑  Mellow 1992, s. 48–49.
22. ↑  Meyers 1985, s. 27.
23. ↑  Mellow 1992, s. 57.
24. ↑  Mellow 1992, s. 59–60.
25. ↑  Meyers 1985, s. 30–31.
26. 1 2  Putnam.
27. ↑  Desnoyers, s. 3.
28. ↑  Meyers 1985, s. 37.
29. ↑  Scholes1990.
30. ↑  Meyers 1985, s. 45–46.
31. ↑  Reynolds 1998, s. 21.
32. ↑  Verk av Hemingway, Ernest Arkiverad 8 oktober 2017 hämtat från the Wayback Machine.. Svenskt översättarlexikon. Läst 2015-10-02.
33. ↑  Mellow 1992, s. 101.
34. 1 2  Meyers 1985, s. 51–53.
35. ↑  Meyers 1985, s. 56–58.
36. ↑  Kert 1983, s. 83–90.
37. ↑  Meyers 1985, s. 60–62.
38. 1 2  Baker 1972, s. 7.
39. ↑  Meyers 1985, s. 61–63.
40. ↑  Mellow 1992, s. 308.
41. 1 2  Reynolds 2000, s. 28.
42. ↑  Meyers 1985, s. 77–81.
43. 1 2  Meyers 1985, s. 70–74.
44. ↑  Meyers 1985, s. 82.
45. ↑  Reynolds 2000b, s. 24.
46. ↑  Desnoyers, s. 5.
47. ↑  Meyers 1985, s. 69–70.
48. ↑  Baker 1972, s. 15–18.
49. ↑  Meyers 1985, s. 126.
50. ↑  Baker 1972, s. 34.
51. ↑  Meyers 1985, s. 127.
52. ↑  Mellow.
53. ↑  Mellow.
54. ↑  Meyers 1985, s. 159–160.
55. 1 2  Baker 1972, s. 30–34.
56. ↑  Meyers 1985, s. 117–119.
57. ↑  Mellow 1992, s. 328.
58. 1 2  Baker 1972, s. 44.
59. ↑  Meyers 1985, s. 189.
60. ↑  Müller 2010.
61. ↑  Mellow 1992, s. 302.
62. ↑  Meyers 1985, s. 192.
63. ↑  Baker 1972, s. 82.
64. ↑  Baker 1972, s. 43.
65. ↑  Mellow 1992, s. 333.
66. ↑  Mellow 1992, s. 338–340.
67. ↑  Meyers 1985, s. 172.
68. 1 2  Mellow 1992, s. 294.
69. ↑  Meyers 1985, s. 174.
70. ↑  Mellow 1992, s. 348–353.
71. ↑  Meyers 1985, s. 195.
72. ↑  Robinson, Daniel.
73. ↑  Meyers 1985, s. 204.
74. ↑  ”Minor Planet Center 3656 Hemingway” (på engelska). Minor Planet Center. https://www.minorplanetcenter.net/db_search/show_object?object_id=3656. Läst 28 oktober 2023.